# Hypancistrus contradens
Hypancistrus contradens är en fiskart som beskrevs av Armbruster, Lujan och Donald C.Taphorn 2007. Hypancistrus contradens ingår i släktet Hypancistrus och familjen Loricariidae. Inga underarter finns listade i Catalogue of Life.